# Szeneviertel
Szeneviertel (je nach Zusammenhang auch Kiez, Trendviertel oder In-Viertel) ist eine umgangssprachliche Bezeichnung für ein durch ein spezielles soziokulturelles Milieu geprägtes Stadtviertel. Die Bezeichnung wird in unterschiedlichen Zusammenhängen für verschiedene städtische Quartiere genutzt. Der Begriff findet häufig in Reiseführern, Boulevardmagazinen sowie in Beschreibungen und Anzeigen des Immobilienmarktes Verwendung.
Jugendkulturell oder studentisch geprägte Stadtviertel, aber auch Stadtteile mit einem erhöhten Freizeitangebot bzw. Nachtleben werden ebenso als Szeneviertel bezeichnet wie alternative Wohnquartiere, Lesben- und Schwulenviertel, Künstler- oder Rotlichtviertel.
Wohnviertel, die als Szeneviertel bezeichnet werden, können als städtische Soziotope verstanden werden. Diese Szeneviertel bieten konkreten sozialen Gruppen einen die entsprechende Gruppe fördernden Lebensraum. Insbesondere niedrige Mieten und eine zentrale Lage begünstigen etwa den Zuzug von Studenten oder Künstlern. Besonders durch den Nahverkehr und Radinfrastruktur sind gut angebundene Gründerzeitviertel mit einer hohen Anzahl von Altbauten bei Stadtbewohnern beliebt. Der jeweiligen sozialen Gruppe entsprechende Geschäfte und Einrichtungen begünstigen die Attraktivität des Wohnviertels für die entsprechende Gruppierung. Studentische, alternativ und künstlerisch geprägte Stadtteile unterliegen mit steigender Popularität und zunehmenden Einkommen ehemaliger Studenten häufig den Mechanismen der Gentrifizierung.